# Turing switch

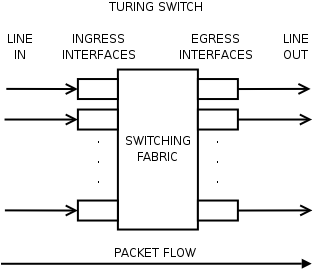
Turing switch

O "Turing switch" é uma construção lógica similar à máquina de Turing. O Turing switch modela a operação de um switch de rede básico em uma rede de vários switches, da mesma forma que uma máquina de Turing modela a operação de uma entidade computacional básica. Ambos são nomeados em homenagem ao lógico inglês Alan Turing. Algumas pesquisas introdutórias sobre o Turing Switch começaram na Universidade de Cambridge por Jon Crowcroft.
Em essência, Crowcroft sugere que no lugar de usar computadores de propósito geral para fazer trocas de pacotes, a operação requerida deveria ser reduzida para lógicas específicas de aplicação e então implementadas utilizando componentes ópticos. Esse trabalho não está de fato baseado na pesquisa de Turing.
Um Turing switch consiste de uma fábrica de switch, uma ou mais interfaces de entrada (também referido como "source"), uma ou mais interfaces de saída, e um procedimento de decisão para determinar uma interface de saída dada a interface de entrada. Interfaces são algumas vezes também chamadas de portas. Um pacote chega por uma interface de entrada, a interface de saída apropriada é determinada pelo procedimento de decisão, e o pacote é, então, transportado através da fábrica de switches até a interface de saída. O pacote é um símbolo de sequência de 1's e 0's. Uma interface de entrada está conectada a uma via de entrada, uma interface de saída a uma via de saída. Uma via de entrada é usada para alimentar a interface de entrada; a interface de saída alimenta a via de saída. 